# Assedio di Yorktown
L'assedio di Yorktown venne combattuto dal 5 aprile al 4 maggio 1862, nel corso della guerra di secessione americana, durante la campagna peninsulare. Marciando da Fort Monroe, le forze dell'Unione comandate dal generale George B. McClellan, vennero in contatto con quelle Confederate comandate dal generale John B. Magruder a Yorktown. McClellan sospese la marcia, attraverso la penisola verso Richmond e si accampò per l'assedio.
Il 5 aprile, il IV Corps (ACW) comandato dal generale Erasmus D. Keyes ebbe un contatto iniziale con le forze Confederate a Lee's Mill, una zona nella quale McClellan si aspettava di non incontrare alcuna resistenza. Il movimento di truppe dimostrativo di Magruder, aveva convinto i confederati che le proprie manovre erano state ben contenute. A seguito dell'intenso lavoro dell'artiglieria, una ricognizione indicò a Keyes la dimensione e la solidità delle fortificazioni Confederate ed egli sconsigliò a McClellan di attaccarli. McClellan ordinò la costruzione di fortificazioni per un assedio e portò l'artiglieria pesante davanti al forte. Nello stesso tempo, il generale Joseph E. Johnston portò rinforzi a Magruder.
Il 16 aprile, le forze dell'Unione provarono l'attacco in un punto della linea Confederata a Dam n. 1. I Federali non riuscirono a sfruttare il successo iniziale di questo attacco. Questa opportunità non sfruttata costrinse McClellan a due settimane supplementari di attesa mentre tentava di convincere la Marina federata ad evitare le batterie di artiglieria pesante Confederate a Yorktown e Gloucester Point ed a risalire il fiume York a West Point aggirando la Linea di Warwick. McClellan progettò un bombardamento massiccio per l'alba del 5 maggio ma l'esercito Confederato marciò, durante la notte del 3 maggio, verso Williamsburg.
La battaglia avvenne vicino al sito della battaglia di Yorktown del 1781, che pose termine alla guerra d'indipendenza americana.

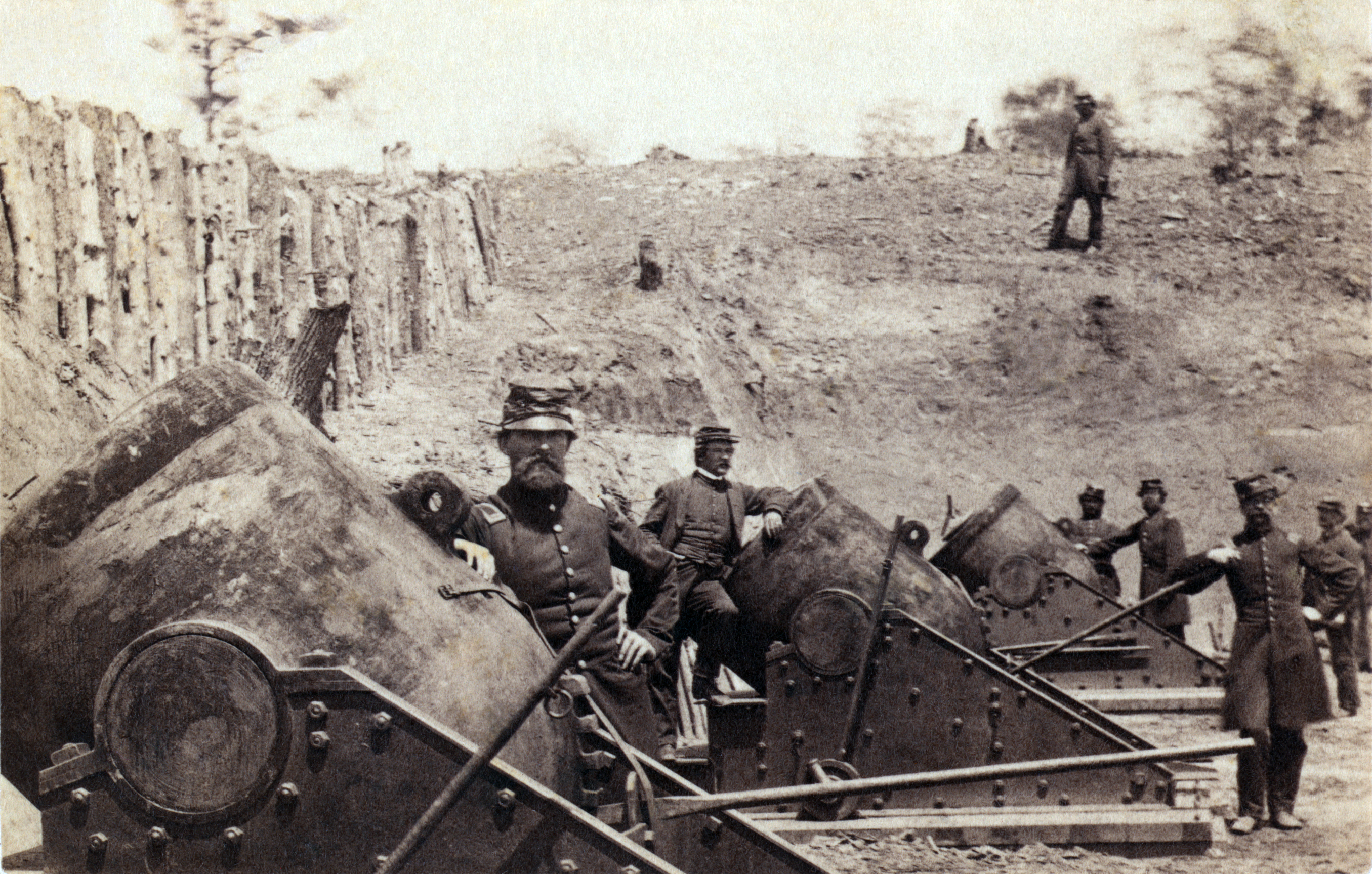
Batteria dei Confederati con cannone da 13 pollici, Model 1861, durante l'assedio di Yorktown del 1862.

## Avanzata dell'Unione e Lee's Mill
Il 4 aprile 1862, McClellan avanzò contro la linea difensiva iniziale di Magruder, ma il giorno seguente gli si parò davanti la più robusta Warwick Line. La natura del terreno gli impedì di valutare con esattezza l'entità delle forze Confederate. Vittima di un'errata valutazione delle sue fonti informative, McClellan stimò che i Confederati avessero circa 40 000 uomini nelle loro linee difensive e che Johnston fosse in attesa di veloci rinforzi pari ad altri 60 000 effettivi. Magruder, un attore dilettante prima della guerra, esacerbò la confusione di McClellan con movimenti di fanteria ed artiglieria in una confusione tale da convincere il nemico di essere in possesso di forze molto più numerose rispetto alla realtà.
Il IV Corpo d'armata dell'Unione incontrò il fianco destro delle linee di Magruder, il 5 aprile a Lee's Mill. Il 7th Maine Infantry Regiment schierato in esplorazione, si fermò a circa 900 metri dalle fortificazioni dove venne raggiunto dalla Brigata di artiglieria del generale John Davidson. Venne allora ingaggiato un duello di artiglieria che andò avanti per molte ore mentre Keyes ordinò una ricognizione e l'arrivo di nuove forze, ma non aveva a disposizione forze di fanteria. Il 6 aprile uomini del 6 Maine e 5 Wisconsin, sotto il comando del generale Winfield S. Hancock, realizzarono una ricognizione intorno alla Diga Numero Uno, dove Magruder aveva allargato il Warwick per creare un ostacolo di acqua. L'Unione sbaragliò i drappelli dei Confederati facendo diversi prigionieri. Hancock considerò questa area un punto debole nella linea, ma gli ordini di McClellan preclusero ogni sfruttamento. Keyes, ingannato dai teatrali movimenti di truppe di Magruder credette che le fortificazioni della Warwick Line non potessero essere prese d'assalto ed informò in questo senso McClellan.
Allo stupore dei Confederati, ed alla costernazione del Presidente Abraham Lincoln, McClellan scelse di non attaccare senza una ricognizione ed ordinò al suo esercito per trincerarsi in linee parallele a Magruder ed assediare Yorktown. McClellan reagì al rapporto di Keyes, così come a quelli sulle forze del nemico nella vicina città di Yorktown, ma ricevette anche la notizia che il I Corps (ACW), al comando del generale Irvin McDowell, sarebbe stato trattenuto a difesa di Washington, invece di congiungersi alle forze della Penisola come McClellan aveva progettato. Per i successivi 10 giorni, gli uomini di McClellan scavarono trincee, mentre Magruder ricevette rinforzi. A metà aprile Magruder aveva a disposizione 35 000 uomini, appena sufficienti per difendere la sua linea. Keyes, ingannato dai teatrali movimenti di truppe di Magruder credette che le fortificazioni della Warwick Line non potessero essere prese d'assalto ed informò in questo senso McClellan.
Nonostante McClellan dubitasse della sua reale superiorità di forze rispetto al nemico, non aveva invece dubbi sulla sua artiglieria. La preparazione dell'assedio a Yorktown consistette nell'approntamento di 15 batterie con più di 70 pezzi di artiglieria pesante, capaci di lanciare proiettili di cento chilogrammi. Quando i pezzi avessero sparato all'unisono, queste batterie avrebbero potuto scaricare oltre 3 500 chili di proiettili sugli assediati ad ogni salva delle batterie.
L'Unione disponeva di un'unità di esplorazione aerea, costituita da due palloni aerostatici, approntata dal professor Thaddeus S. C. Lowe, il Constitution e l'Intrepid, per consentire delle ricognizioni aeree. L'11 aprile, l'Intrepid consentì al generale Fitz John Porter, un comandante di divisione del III Corps, di salire in quota, ma una inattesa folata di vento lo spinse sulle linee nemiche, causando grande preoccupazione fra i comandanti dell'Unione, prima che il vento tornasse in condizioni di normalità. Il capitano Confederato John Bryan ebbe un episodio analogo mentre sorvolava Yorktown.

## Dam Number One
Il 16 aprile, l'Unione mise alla prova le linee difensive a Dam No. 1, il punto del fiume Warwick vicino a Lee's Mill dove Hancock aveva riportato una sconfitta il 6 aprile.
Seguì un bombardamento di artiglieria alle 8 del mattino. In una visita al fronte, McClellan disse a Smith di attraversare il fiume nel caso i Confederati dovessero ritirarsi, un movimento che era già in preparazione dal primo pomeriggio. Alle 15, quattro compagnie del 3rd Vermont Infantry attraversarono il Dam e si indirizzarono contro i difensori rimasti. Dietro alle linee, Howell Cobb organizzò una difesa con suo fratello, il colonnello Thomas Cobb della Legione di Georgia, ed attaccò i fanti del Vermont che avevano occupato le trincee Confederate. Durante la battaglia, il tamburino Julian Scott fece molti viaggi attraverso il torrente, sotto il fuoco incrociato dei fucilieri, per portare in salvo i soldati feriti. Più tardi fu insignito della Medal of Honor, insieme a primo sergente Edward Holton e al capitano Samuel E. Pingree.
Impossibilitati ad ottenere rinforzi, le compagnie del Vermont si ritirarono al di là del Dam, subendo perdite nella ritirata. Alle 17 circa, Baldy Smith ordinò al 6th Vermont di attaccare le posizioni Confederate lungo il fiume. Questa manovra fallì quando il 6th Vermont fu preso di mira dal fuoco.

## Conseguenze

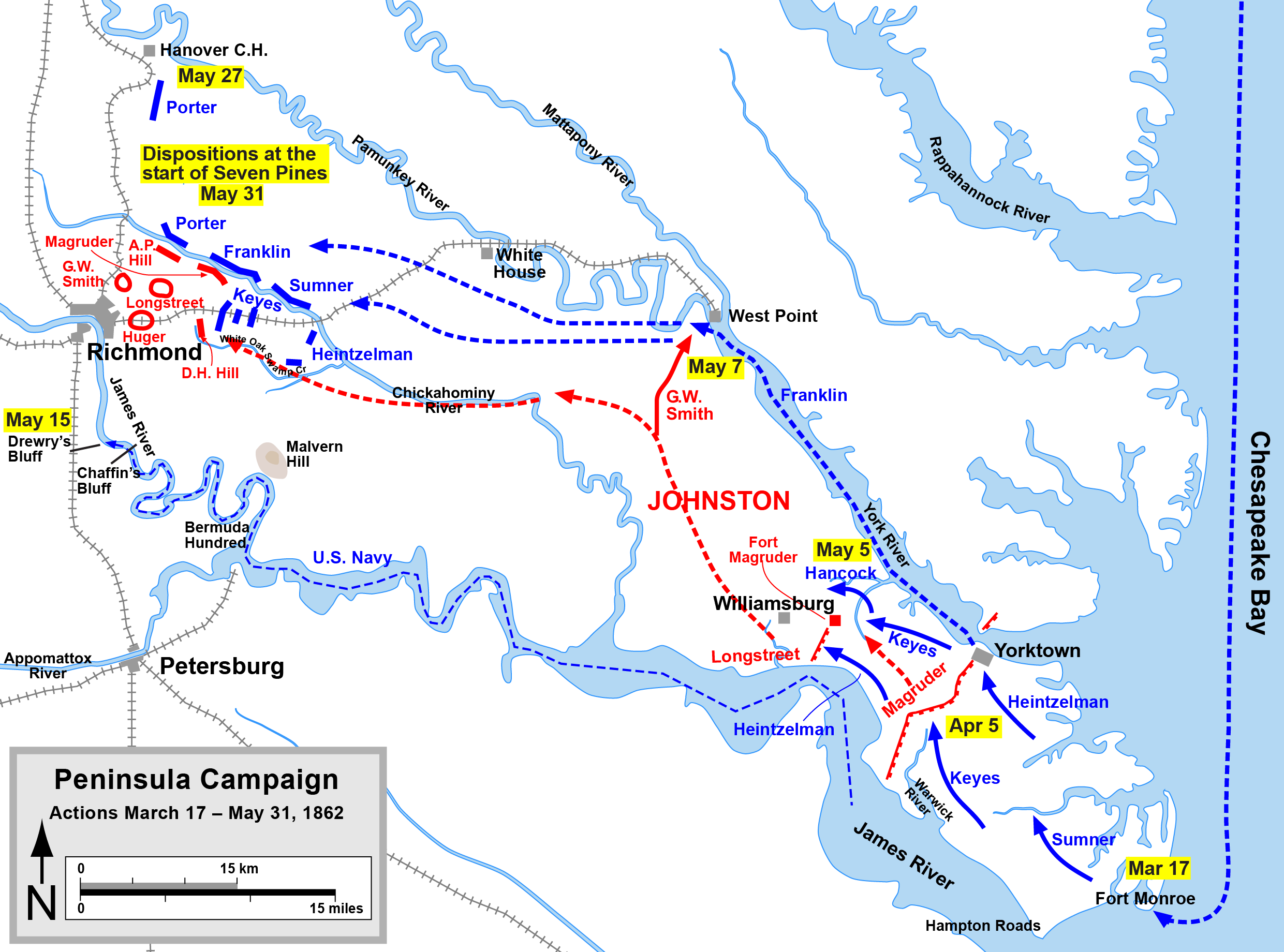
Campagna della Penisola, mappa degli accadimenti alle Battaglie dei sette pini.

Dalla prospettiva dell'Unione, l'azione alla Dam No. 1 non ebbe risultati, ma causò la morte di 35 uomini ed il ferimento di 121; i Confederati ebbero fra 60 e 75 perdite. Baldy Smith, che venne disarcionato ben due volte dal suo cavallo imbizzarrito, fu accusato di ubriachezza in servizio, ma venne poi scagionato.
Per il resto del mese di aprile, i Confederati, ora con un effettivo di 57 000 uomini e sotto il comando diretto di Johnston, migliorarono le loro difese mentre McClellan intraprese un laborioso processo di dispiegamento di batterie di artiglieria da assedio, che progettò di impiegare il 5 maggio. Johnston seppe del bombardamento imminente e che sarebbe stato difficile resistere, e cominciò a spedire i suoi carri di approvvigionamento verso Richmond il 3 maggio. Alcuni schiavi fuggiti riferirono il fatto a McClellan, che si rifiutò di creder loro. Egli era convinto che un esercito, la cui forza aveva valutato in circa 120 000 uomini, sarebbe rimasto a combattere. La sera del 3 maggio, i Confederati lanciarono un breve bombardamento e quindi tornò presto una calma totale. All'alba della mattina seguente, Heintzelman ascese in pallone per una osservazione ed appurò che le trincee Confederate erano vuote.
McClellan rimase stupito dalla notizia. Inviò la cavalleria del generale George Stoneman all'inseguimento e al generale William B. Franklin per chiedergli di raggiungere le navi e risalire il fiume per tagliare la ritirata a Johnston. La guerra si spostò allora verso la battaglia di Williamsburg.